# Grammostola grossa
La tarantola gigante guaraní (Grammostola grossa Ausserer, 1871) è una tarantola originaria del Sud America. È endemica di Brasile, Paraguay, Uruguay e Argentina.
La specie è stata descritta nel 1871 dall'austriaco Anton Ausserer, mentre il suo nome comune è stato inventato nel XXI secolo dall'antropologo Nils Seethaler. Il nome è stato dato al ragno a causa della sua abbondanza nell'area di insediamento dei Guaraní, la cui agricoltura e il relativo disboscamento hanno ampliato il suo areale.

## Caratteristiche
Con una lunghezza del corpo che arriva fino a 8 cm, essa è una delle tarantole più grandi. Ha un colore nero-marrone. Come tutte le specie di Grammostola, presenta pelo urticante, di colore marrone, ben visibile sull'addome, e appartiene quindi ai cosiddetti ragni bombardieri. Per quanto riguarda l'aspettativa di vita, si stima che le femmine possano vivere fino a 25 anni.

## Comportamento
La tarantola gigante guaraní è una tarantola terrestre. Si nasconde sotto radici, pezzi di corteccia, pietre o foglie cadute. Nei mesi più freddi, durante la muta e durante la cura della covata, essa si rifugia in tane che chiude con seta di ragno. L'allevamento, l'agricoltura ed il disboscamento praticati dall'uomo hanno permesso la diffusione di questa specie. Molti di questi ragni si trovano difatti nei pascoli del bestiame e ai margini delle foreste.